# Hèctor Vila
Hèctor Vila   (Tona, 1955) nom artístic de Pere Vilaregut i Montmany és un cantautor català.
Va iniciar-se en el món musical cap a finals dels anys 70. El 1985 va enregistrar el seu primer disc de llarga durada, "Aigua de roses", incloent-hi cançons com Mediterrani enllà o la que dona nom al disc, que esdevingueren molt populars.
Els seus següents discos van conèixer una bona acollida per part de la crítica i el public, fet que va convertir l'Hector Vila en un dels cantautors de més èxit de la dècada dels 80. En aquests àlbums va incloure algunes cançons de temàtica LGTB, com ara Desig, Amors clandestins o Allibera-ho tot. En els anys 90 va enregistrar "Angel Solar", un disc de caràcter més intimista que va comptar entre d'altres amb la col·laboració especial de Maria del Mar Bonet.
Després d'aquesta experiència s'allunya dels escenaris, fins que l'any 2006 treu un nou disc, "Port d'amour", amb producció, arranjaments i enregistrament propis, incloent-hi tretze cançons sobre cinc poemes de Fèlix Cucurull, Josep Palau i Fabre, Feliu Formosa, Maria Beneyto, Joan Salvat-Papasseit i vuit textos propis més.

## Discografia
Discografia d'Hèctor Vila.
- Aigua de roses (Editat per Picap 1985)
- Aventura (Editat per Picap 1986)
- Sense fronteres (Editat per Picap 1988)
- Tocats de Nadal (disc col·lectiu) (Editat per Picap)
- Desig (Editat per Picap 1989)
- Àngel solar (Editat per Picap 1994)
- Port d'amour (Editat per Picap 2006)